# Eyjólfur Egilsson
Eyjólfur Egilsson (n. 1096) fue un bóndi de Viðidalur, Eyjafjarðarsýsla, Islandia en el siglo XII. Era hijo de Egill Auðunsson. Es un personaje citado en la saga de Grettir, saga de Laxdœla, y saga Vápnfirðinga. Se casó con Halla Steinsdóttir (n. 1100) y de esa relación nacieron tres hijos: el obispo Þorlákur Eyjólfsson, Ragnheiður (n. 1134), Órmur (n. 1136).